# Церковь равноапостольной Нины (Тбилиси)
Церковь святой равноапостольной Нины (груз. წმ. ნინოს სახელობის ეკლესია) — православный храм в юрисдикции Грузинского патриархата. Находится в Тбилиси, улица Шио Читадзе, 9.
Главный престол освящён в честь Святой равноапостольной Нины, грузинской просветительницы (†14 января 335).

## История
Построена при женском институте, учреждённом по инициативе Е. Воронцовой (жены новороссийского генерал-губернатора) около 1850 года.
Архитектор Альберт Зальцман
В советское время была закрыта, богослужение возобновлено 26 мая 1999 года.